# Ann Löf
Ann Louise Löf (ur. 6 czerwca 1959) – szwedzka judoczka.
Uczestniczka mistrzostw świata w 1982. Brązowa medalistka mistrzostw Europy w 1975 i 1982; piąta w 1980. Wygrała mistrzostwa nordyckie w 1979, 1981 i 1983 roku.